# Vladimír Jarý
Vladimír Jarý, född den 2 januari 1947 i Litvínov, Tjeckien, är en tjeckoslovakisk handbollsspelare.
Han tog OS-silver i herrarnas turnering i samband med de olympiska handbollstävlingarna 1972 i München.